# Regina Weber
Regina Weber (n. 12 aprilie 1963, Winsen, Republica Federală Germania, Germania) este o învățătoare ce a reprezentat Germania, medaliată olimpică. A participat la o ediție a Jocurilor Olimpice (1984) în care a câștigat o medalie de bronz.

## Participări
Lista de mai jos prezintă principalele competiții la care a participat Regina Weber de-a lungul carierei.
- gymnastics at the 1984 Summer Olympics – women's rhythmic individual all-around[*]